# Бронепалубни крайцери тип „Касаги“
Касаги (на японски: 笠置型防護巡洋艦) са серия бронепалубни крайцери на Императорските ВМС на Япония, построени в САЩ. Вземат участие в Руско-японската война и Първата световна война.

## Строителство
Поръчани са през 1896 г. в САЩ в рамките на Втората извънредна програма за попълване на флота за сметка на контрибуциите, получени след Японско-китайската война. Проектът е разработен на основата на крайцера „Такасаго“, но има увеличена водоизместимост и съответно размери. Както и повечето японски крайцери от онова време носи мощно въоръжение, но има недостатъчна мореходност и устойчивост.
Главният кораб на серията – „Касаги“ е построен от фирмата „Уилям Крамп и синове“ във Филаделфия. Интересно е, че У. Крамп предлага на руското правителство проекта „Касаги“ като прототип на бъдещия „Варяг“ Вторият кораб на серията – „Читосе“ е построен на стапелите на фирмата „Юниън Айрън Уоркс“ в Калифорния.

## Конструкция
Доста натоварените кораби обладават много умерени мореходни качества.

### Въоръжение
Въоръжението остава като на „Такасаго“, само че без носовия торпеден апарат. Броят на водонепроницаемите отсеци е доведен до 130 на „Читосе“ и до 142 на „Касаги“ (в двойното дъно – по 16 и 15 съответно).

### Защита
За бронирането е използвана никелова броня тип Харви.

### Енергетична установка
Силовата установка е различна от „Такасаго“ – корабите имат по 12 обикновени цилиндрични котела, вместо четири двойни и четири обикновени.

## Представители на проекта
| Име           | Заложен             | Спуснат на вода   | Влизане в строй     | Съдба |
| ------------- | ------------------- | ----------------- | ------------------- | --- |
| „Касаги“ 笠置 | 13 февруари 1897 г. | 20 януари 1898 г. | 24 октомври 1898 г. | претърпява корабокрушение на 10 август 1916 г. в Сангарския пролив (пролива Цугару).                                                    |
| „Читосе“ 千歳 | 16 май 1897 г.      | 23 януари 1898 г. | 1 март 1898 г.      | кораб на бреговата отбрана 2-ри ранг от 1922 г. изваден от бойния състав на 1 април 1928 г. потопен като кораб мишена на 19 юли 1931 г. |

В периода 1910 – 1912 г. старите цилиндрични котли са заменени с 12 нови система Миябара.

## Коментари
1. ↑  В някои рускоезични източници се указва водоизместимост от 6000 дълги тона.
2. ↑  В редица източници крайцерите от този тип се водят под наименованието тип „Читосе“.